# Соловей, Фёдор Максимович
Фёдор Макси́мович Солове́й (1903—1991) — советский учёный, конструктор сельскохозяйственной техники.

## Биография
В 1920—1930 годах работал в свеклосовхозах и директором Белопесоцкого сахарного завода.
С 1930-х годов руководитель отдела механизации Всесоюзного научно-исследовательского института свекловичного полеводства.
С 1940-х годов начальник отдела механизации свекловодства, начальник лаборатории ВИМ.

## Научная деятельность
Доктор сельскохозяйственных наук. Начиная с 1934 года сконструировал более 20 видов культиваторов для междурядной обработки сахарной свёклы, кок-сагыза и других технических культур.

### Научные труды
- Орудия междурядной обработки сахарной свеклы [Текст] : Инструкция по сборке, уходу, ремонту и пользованию / Сост. агр.-мех. Ф. М. Соловей. — Харьков : Гос. научно-техническое изд-во Украины, 1935. — 118 с., 1 л. черт. : ил.; 15 см.
- Культиватор-растениепитатель ВНИИСП-С [Текст] / Ф. М. Соловей, кандидат с.-х. наук ; Всес. науч.-иссл. ин-т свекловичного полеводства (ВНИИСП). — Москва : Сельхозгиз, 1938 (16 тип. треста «Полиграфкнига»). — 160 с., 1 вкл. л. черт. : ил.; 22 см.
- Новый культиватор растение-питатель [Текст] / кандидат с.-х. наук Ф. М. Соловей. — Москва : Сельхозгиз, 1937 («Образцовая» тип.). — Обл., 35, [2] с., 2 с.
- Универсальный культиватор Соловья «Мичуринец» марки «УКС-4М» [Текст] : Руководство по использованию культиватора / Ф. М. Соловей; [Введ.: нар. ком. зем. РСФСР Лисицын]; Упр. плодоводства НКЗ РСФСР. — Москва : Наркомзем РСФСР, 1937 (тип. Высш. школы пропагандистов им. Я. М. Свердлова при ЦК ВКП (б)). — Обл., 55 с. : ил.; 22х15 см.
- Новые культиваторы-растениепитатели [Текст] / Ф. М. Соловей, канд. с.-х. наук; Всес. с.-х. выставка. — Москва : Сельхозгиз, 1939. — 144 с. : ил., портр., схем.; 20 см.
- Орудия междурядной обработки сахарной свеклы [Текст] : Инструкция по сборке, уходу, ремонту и пользованию / Сост. агр.-мех. Ф. М. Соловей. — Харьков : Гос. научно-техническое изд-во Украины, 1935. — 118 с., 1 л. черт. : ил.; 15 см.
- Механизация возделывания кок-сагыза [Текст] / Ф. М. Соловей, П. П. Горбатов. — [Москва] : Сельхозгиз, 1944 (Образцовая тип.). — 64 с., 1 л. черт., без тит. л. : ил., черт.; 20 см.
- Механизированная перекрестная обработка посевов сахарной свеклы [Текст] / Ф. М. Соловей, канд. с.-х. наук лауреат Сталинской премии, П. П. Петерсон, канд. с.-х. наук. — Москва : Сельхозгиз, 1955. — 40 с., 1 л. схем. : ил.; 20 см.
- Соловей Ф. М. и др. Производство кормовой свеклы по интенсивной технологии. / под ред. Соловей Ф. М./ — М.: Росагропромиздат, 1989. — 189.
- Индустриальная технология возделывания кормовой свеклы [Текст] / ВНИИ механизации сел. хоз-ва, ВНИИ кормов им. В. Р. Вильямса); сост. Ф. М. Соловей. — М. : ВИМ, 1986. — 72, [1] с. : ил

## Награды и премии
- Сталинская премия II степени (14 марта 1941) — за изобретение универсальных культиваторов-растениепитателей